# Arsen Tomski
Arsen Tomski (ruso: Арсе́н Тóмский) (Yakutsk, Unión Soviética; 20 de noviembre de 1973) es empresario, figura pública, fundador, y CEO de la compañía internacional de movilidad inDrive.

## Primeros años
Arsen Tomski nació el 20 de noviembre de 1973 en la ciudad de Yakutsk, en la República de Sajá.
En 1994, Tomski comenzó con sus primeras actividades empresariales, en el sector de desarrollo de software.
Inicialmente, desarrolló un sistema para realizar análisis sobre las condiciones financieras de los bancos. Posteriormente, creó un programa de automatización de la contabilidad a solicitud del Ministerio de Finanzas local.
Al año siguiente, se graduó en la Facultad de Matemáticas de la Universidad Federal del Noreste.
En 1999, Tomski fundó la empresa SakhaInternet, que más tarde se transformó en Sinet Group, y lanzó el sitio web Ykt.ru. Tras 20 años como CEO del Sinet Group, Tomski dejó el cargo, transfiriendo las acciones de la empresa al equipo de Ykt.ru.

## Carrera
En 2013, Tomski creó la empresa inDriver (Independent Drivers). inDriver comenzó operando como un servicio de transporte de pasajeros e incluía también transporte de carga, viajes interurbanos, mensajería y servicios urbanos.
Seis años después, inDriver fue reconocida como una empresa unicornio en una ronda de inversiones de $150 millones. Ese año, Tomski asistió al Stanford Executive Program en la Escuela de Postgrado de Negocios Stanford.
En respuesta a la Invasión rusa de Ucrania en febrero de 2022, Tomski decidió trasladar completamente a los empleados de inDriver fuera del país. Posteriormente, la empresa fue renombrada como inDrive (Inner Drive). Tomski invirtió aproximadamente $5 millones de dólares en el desarrollo de la aplicación, provenientes de sus propios fondos acumulados mientras desarrollaba la empresa de Internet más grande en Yakutia.
A finales de 2023, Arsen Tomski anunció que, por invitación del gobierno de Kazajistán, recibiría la ciudadanía kazaja. En mayo de 2024, Tomski se ubicó en la décima posición del ranking de la revista Forbes 'Los 75 empresarios más ricos de Kazajistán'.

## Actividades sin fines de lucro
Desde 2012, el proyecto educativo sin fines de lucro Beginit, anteriormente conocido como BeginIT, ha operado bajo el patrocinio de Tomsky. Este proyecto enseña los conceptos básicos de programación a niños de escuelas rurales y orfanatos. Para el año 2022, el proyecto abarcaba más de 120 escuelas y orfanatos en 13 países. En 2023, el programa evolucionó para convertirse en Beginit, centrándose en desarrollar el liderazgo social en jóvenes de comunidades remotas.
El fondo de proyectos Sinet Spark comenzó a operar en 2020. El presupuesto del fondo es sostenido por diversas fuentes, incluidas las contribuciones personales de Tomsky. En 2021, Sinet Spark proporcionó asistencia financiera para la extinción de incendios forestales en Yakutia. Posteriormente, la organización creó un proyecto para estudiar las causas de estos incendios y reducir su ocurrencia, no solo en Yakutia, sino en todo el mundo.
También en 2020, Tomski lanzó el programa sin fines de lucro Star Team, cuyo objetivo es ayudar a niños de las escuelas y estudiantes de secundaria a ingresar en las mejores universidades del mundo.
En noviembre de 2021, el empresario anunció el lanzamiento del proyecto de fútbol sin ánimo de lucro Supernovas. Este proyecto busca a personas interesadas en convertirse en entrenadores profesionales y les ayuda a establecer escuelas de fútbol para niños en pequeños pueblos de sus respectivas localidades. Todas las clases de fútbol son gratuitas y el trabajo de los entrenadores es financiado por Supernovas. Actualmente, Supernovas tiene operaciones en Egipto, Ghana, Kenia, Colombia, Chile y Kazajistán.
En 2023, y bajo la iniciativa de Tomski, se lanzó el premio internacional de cine Alternativa Film Awards, una iniciativa global sin fines de lucro destinada a apoyar a cineastas emergentes de Asia. Este galardón fomenta producciones cinematográficas de relevancia social; al evaluar las obras, el jurado toma en cuenta tanto los aspectos artísticos como su pertinencia y relevancia social.
Otra de las iniciativas de Tomski fue la creación de una startup innovadora llamada FluentaAI, diseñada para ayudar a personas con tartamudez. Este software convierte sus susurros en un habla natural y fluida durante las llamadas en línea. Como resultado, FluentaAI ha sido integrada con aplicaciones de videoconferencias.